# Quadricalcarifera jupiter
Quadricalcarifera jupiter is een vlinder uit de familie van de tandvlinders (Notodontidae). De wetenschappelijke naam van de soort is voor het eerst geldig gepubliceerd in 1997 door Schintlmeister.